# The Long Road
The Long Road ist das vierte Studioalbum der kanadischen Rockband Nickelback aus dem Jahr 2003.

## Entstehung und Veröffentlichung
Die Erstveröffentlichung von The Long Road erfolgte am 22. September 2003 bei Roadrunner Records. Das Album erschien in seiner Originalfassung als CD und Download mit elf Titeln (Katalognummer: 8400-2). Zur selben Zeit erschien auch eine „Deluxe Version“ mit drei Bonustiteln (Katalognummer: 8400-5). In den folgenden Monaten erschienen weltweit weitere Ausführungen mit verschiedenen Bonustiteln. Am 7. Juli 2017 erschien das Album erstmals als LP über Rhino Records (Katalognummer: 8122793508).
Alle Lieder wurden von den Nickelback-Mitgliedern Chad Kroeger, Mike Kroeger, Ryan Peake sowie Ryan Vikedal geschrieben und produziert. Einzige Ausnahme der Bonustitel Saturday Night’s Alright (For Fighting), eine in Zusammenarbeit mit Kid Rock veröffentlichte Coverversion des Originals von Elton John aus dem Jahre 1973.

## Titelliste
1. Flat on the Floor – 2:02
2. Do This Anymore – 4:03
3. Someday – 3:27
4. Believe It or Not – 4:07
5. Feelin’ Way Too Damn Good – 4:16
6. Because of You – 3:30
7. Figured You Out – 3:48
8. Should’ve Listened – 3:42
9. Throw Yourself Away – 3:55
10. Another Hole in the Head – 3:35
11. See You at the Show – 4:04

Bonustitel (Digipak-Edition)
- Saturday Night’s Alright (For Fighting) (feat. Dimebag Darrell & Kid Rock) – 3:44
- Learn the Hard Way – 2:55
- Yanking Out My Heart – 3:36

## Singleauskopplungen
| Jahr | Titel                     | Höchstplatzierung, Gesamtwochen, AuszeichnungChartplatzierungen (Jahr, Titel, , Platzierungen, Wochen, Auszeichnungen, Anmerkungen) | Höchstplatzierung, Gesamtwochen, AuszeichnungChartplatzierungen (Jahr, Titel, , Platzierungen, Wochen, Auszeichnungen, Anmerkungen) | Höchstplatzierung, Gesamtwochen, AuszeichnungChartplatzierungen (Jahr, Titel, , Platzierungen, Wochen, Auszeichnungen, Anmerkungen) | Höchstplatzierung, Gesamtwochen, AuszeichnungChartplatzierungen (Jahr, Titel, , Platzierungen, Wochen, Auszeichnungen, Anmerkungen) | Höchstplatzierung, Gesamtwochen, AuszeichnungChartplatzierungen (Jahr, Titel, , Platzierungen, Wochen, Auszeichnungen, Anmerkungen) | Höchstplatzierung, Gesamtwochen, AuszeichnungChartplatzierungen (Jahr, Titel, , Platzierungen, Wochen, Auszeichnungen, Anmerkungen) | Anmerkungen                                                |
| Jahr | Titel                     | DE | AT | CH | UK | US | CA | Anmerkungen                                                |
| ---- | ------------------------- | --- | --- | --- | --- | --- | --- | ---------------------------------------------------------- |
| 2003 | Someday                   | DE26 (9 Wo.)DE | AT11 (12 Wo.)AT | CH14 (12 Wo.)CH | UK6 Gold · (9 Wo.)UK | US7 Gold · (50 Wo.)US | CA1 (18 Wo.)CA | Erstveröffentlichung: 5. August 2003 Verkäufe: + 1.015.000 |
| 2004 | Figured You Out           | — | — | — | — | US65 Gold · (19 Wo.)US | — | Erstveröffentlichung: 12. Januar 2004 Verkäufe: + 535.000  |
| 2004 | Feelin’ Way Too Damn Good | DE95 (1 Wo.)DE | — | — | UK39 (2 Wo.)UK | US48 (16 Wo.)US | — | Erstveröffentlichung: 8. März 2004                         |
| 2004 | See You at the Show       | DE82 (4 Wo.)DE | — | — | — | — | — | Erstveröffentlichung: 14. Juni 2004                        |

## Kommerzieller Erfolg

### Chartplatzierungen
| ChartsChartplatzierungen       | Höchstplatzierung | Wochen |
| ------------------------------ | ----------------- | ------ |
| Deutschland (GfK)              | 4 (16 Wo.)        | 16     |
| Österreich (Ö3)                | 4 (10 Wo.)        | 10     |
| Schweiz (IFPI)                 | 4 (15 Wo.)        | 15     |
| Vereinigte Staaten (Billboard) | 6 (80 Wo.)        | 80     |
| Vereinigtes Königreich (OCC)   | 5 (17 Wo.)        | 17     |

| ChartsJahrescharts (2003)      | Platzierung |
| ------------------------------ | ----------- |
| Deutschland (GfK)              | 57          |
| Österreich (Ö3)                | 51          |
| Schweiz (IFPI)                 | 28          |
| Vereinigte Staaten (Billboard) | 100         |
| Vereinigtes Königreich (OCC)   | 92          |

| ChartsJahrescharts (2004)      | Platzierung |
| ------------------------------ | ----------- |
| Vereinigte Staaten (Billboard) | 26          |

### Auszeichnungen für Musikverkäufe
| Land/Region                  | Auszeichnungen für Musikverkäufe (Land/Region, Auszeichnung, Verkäufe) | Verkäufe  |
| ---------------------------- | ---------------------------------------------------------------------- | --------- |
| Australien (ARIA)            | 3× Platin                                                              | 210.000   |
| Deutschland (BVMI)           | Gold                                                                   | 100.000   |
| Kanada (MC)                  | 5× Platin                                                              | 500.000   |
| Neuseeland (RMNZ)            | Gold                                                                   | 7.500     |
| Österreich (IFPI)            | Gold                                                                   | 15.000    |
| Schweiz (IFPI)               | Gold                                                                   | 20.000    |
| Vereinigte Staaten (RIAA)    | 3× Platin                                                              | 3.000.000 |
| Vereinigtes Königreich (BPI) | Platin                                                                 | 300.000   |
| Insgesamt                    | 4× Gold · 12× Platin ·                                                 | 4.152.500 |

Hauptartikel: Nickelback/Auszeichnungen für Musikverkäufe